# Chelsea, Luân Đôn

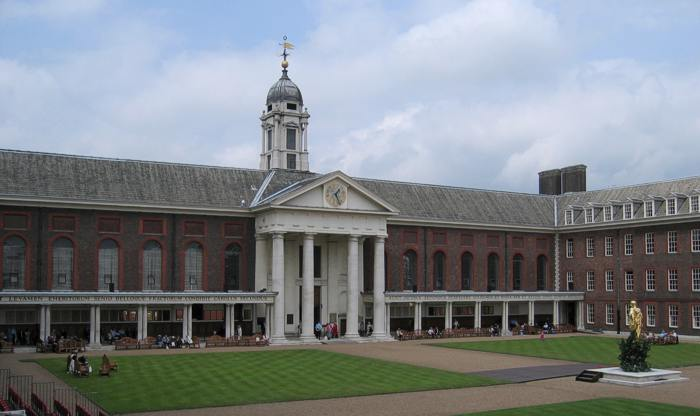
Bệnh viện Hoàng gia Chelsea

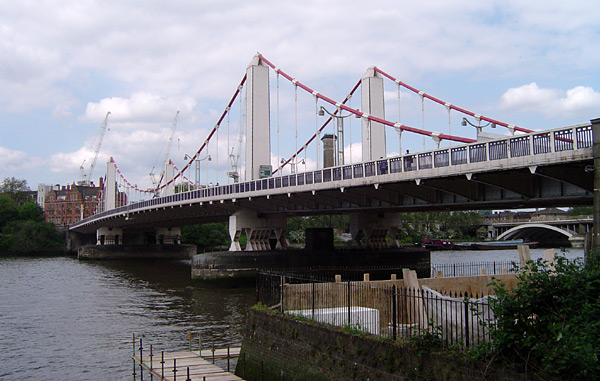
Cầu Chelsea nhìn từ bờ phía nam

Chelsealà một khu vực thuộc Tây Luân Đôn, Anh, bao quanh phía nam của sông Thames, chạy từ cầu Chelsea dọc theo bờ kè, lối đi bộ và cảng Chelsea. Chelsea là một phần của Khu Hoàng gia Kensington và Chelsea. Câu lạc bộ bóng đá Chelsea nằm tại sân vận động Stamford Bridge.